# Srocze Góry
Srocze Góry (dodatkowa nazwa w j. kaszub. Sroczé Górë) – kolonia w Polsce, w województwie pomorskim, w powiecie kartuskim, w gminie Sierakowice. Wchodzi w skład sołectwa Nowa Ameryka.
Do 2023 miejscowość była częścią wsi Leszczynki.
W latach 1975–1998 Srocze Góry administracyjnie należały do województwa gdańskiego.